# Điện ảnh Hoa Kỳ
Điện ảnh Hoa Kỳ  ra đời ngay từ cuối thế kỷ 19 và từ đó đã nhanh chóng trở thành một trong những nền điện ảnh hàng đầu thế giới cả về số lượng phim và chất lượng nghệ thuật. Đôi khi người ta thường gọi điện ảnh Hoa Kỳ đơn giản là Hollywood (gọi theo địa danh Hollywood, nơi tập trung các hãng phim và trường quay lớn nhất của Mỹ), tuy vậy cần chú ý rằng rất nhiều bộ phim của điện ảnh nước này được sản xuất bởi các hãng phim độc lập nằm ngoài Hollywood do đó thuật ngữ khái quát là phim Mỹ và thường được gọi gắn theo thể loại như: phim hành động Mỹ, phim biệt kích Mỹ, phim kinh dị Mỹ, phim tâm lý Mỹ, phim sex Mỹ.

## Lịch sử

### Kỹ thuật điện ảnh ra đời

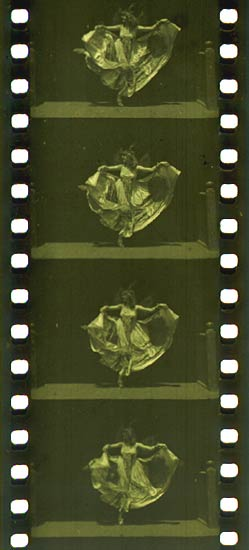
Đoạn phim Butterfly Dance năm 1895 trên Kinetoscope của Edison

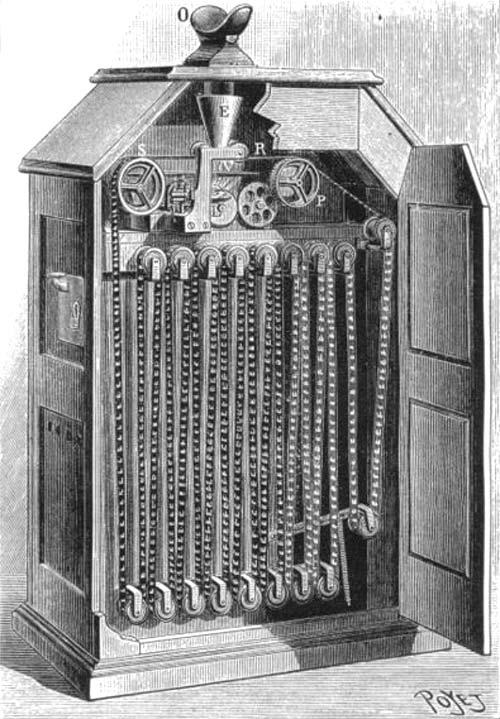
Kinetoscope

Fred Ott's Sneeze, Edison Kinetoscopic Record, 1923

Những hình ảnh "chuyển động đầu tiên", tiền thân của kỹ thuật điện ảnh Mỹ là loạt hình chụp ngựa đang phi nước đại của Eadweard Muybridge thực hiện ở Palo Alto, California, ông này đã dùng một máy ảnh thường chụp liên tục để tạo nên một chuỗi hình ảnh mô tả lại chuyển động của con ngựa. Phương pháp của Muybridge đã nhanh chóng được các nhà phát minh Mỹ phát triển để cố gắng ghi lại những hình ảnh chuyển động thực sự, trong đó phải kể tới phát minh kinetoscope của Thomas Alva Edison, tuy vậy do không nhìn thấy được tầm quan trọng của phát minh này mà Edison đã để rơi vị trí cha đẻ của điện ảnh thế giới vào tay anh em Lumière người Pháp.
Sau khi điện ảnh ra đời ở châu Âu, việc trình chiếu các đoạn phim cũng nhanh chóng đến với chương trình tạp kĩ trong các hội chợ ở Mỹ. Các nhà kinh doanh Hoa Kỳ nổi tiếng nhanh nhậy bắt đầu tìm cách làm các bộ "phim" này trở nên đặc sắc hơn bằng cách đưa vào các cảnh quay có kịch bản và diễn viên thay cho những cảnh quay đời sống thường nhật. Thành công lớn nhất của xu hướng này là bộ phim thực hiện năm 1903, The Great Train Robbery của đạo diễn Edwin S. Porter.

### Sự nổi lên của Hollywood

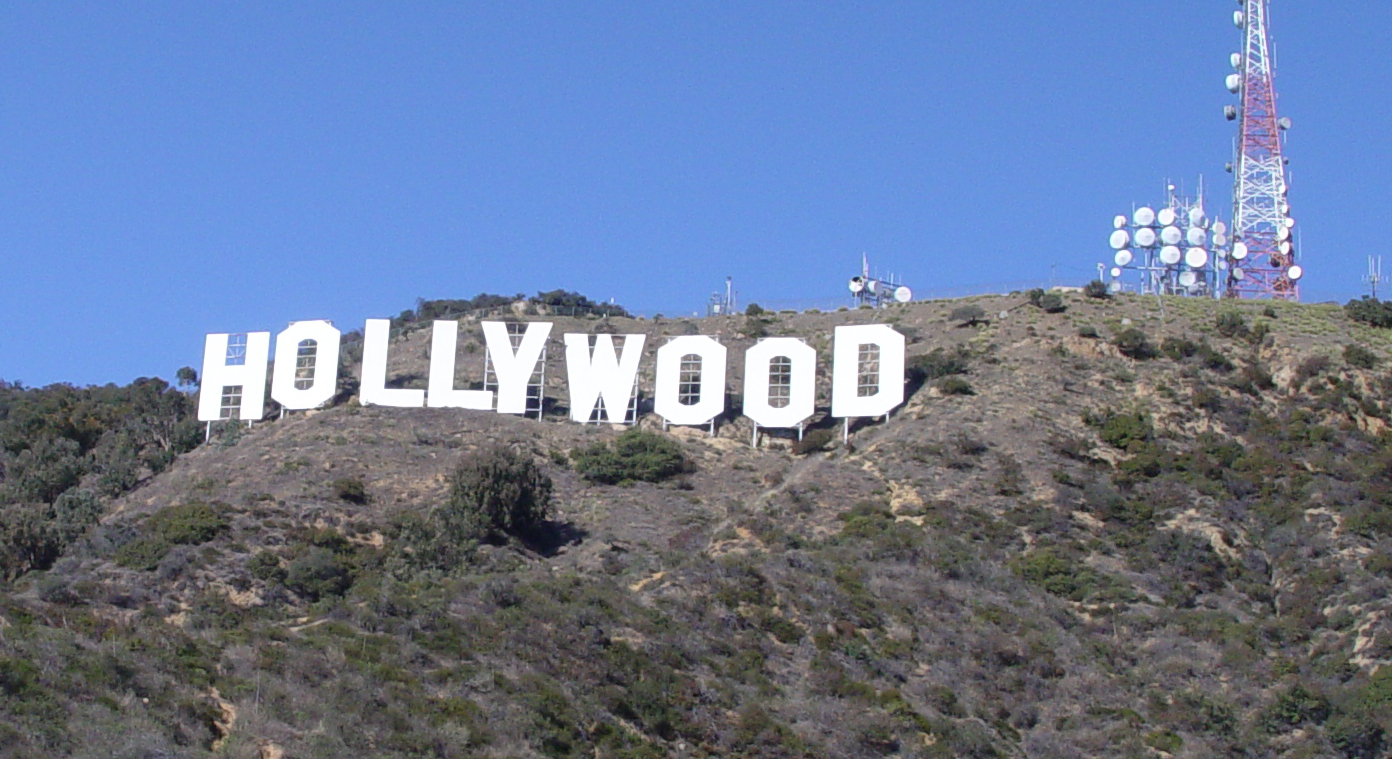
Biểu tượng của Hollywood

Đầu năm 1910, đạo diễn huyền thoại D.W. Griffith được công ty Biograph Company cử đến bờ biển miền Tây nước Mỹ cùng với đội ngũ diễn viên nổi tiếng của ông như Blanche Sweet, Lillian Gish, Mary Pickford và Lionel Barrymore với nhiệm vụ xây dựng cơ sở điện ảnh mới ở đây. Họ bắt đầu thực hiện các bộ phim ở một khu đất trống gần phố Georgia Street thuộc Los Angeles. Để mở rộng xưởng phim, công ty đã quyết định chuyển về một làng nhỏ cách Los Angeles vài dặm về phía Bắc, họ gọi khu đất mới này bằng cái tên "Hollywood". Cùng năm 1910, bộ phim đầu tiên trong lịch sử Hollywood, In Old California, đã được đạo diễn Griffith thực hiện. Đến năm 1913, sau khi được nghe về vùng đất mới tuyệt vời này, rất nhiều nhà làm phim đã rời bờ biển phía Đông đến đây để tránh phải trả khoản phí khổng lồ khi quay phim cho công ty của Edison, vốn nắm giữ hầu hết các bằng phát minh quan trọng của kỹ thuật điện ảnh lúc này. Trước Chiến tranh thế giới thứ nhất, tuy cũng có một vài thành phố có các xưởng phim nhưng vùng phía nam California đã nhanh chóng chiếm ưu thế với nhiều cảnh đẹp, khí hậu ôn hòa, nhiều nắng quanh năm thuận lợi cho việc quay các ngoại cảnh và thay đổi bối cảnh phim. Năm 1915, Hollywood bắt đầu khẳng định được vị trí đầu đàn của điện ảnh Mỹ với bộ phim nổi tiếng Birth of a Nation của Griffith.
Sự hình thành và phát triển của Hollywood gắn liền với những nhà kinh doanh và điện ảnh gốc Do Thái. Chính họ là những người nhận ra mối lợi to lớn từ điện ảnh và đi tiên phong trong việc xây dựng các rạp chuyên dụng để chiếu phim, các "nickelodeon" (lấy theo từ nickel - 5 xu, tiền vé thông dụng thời đó). Chính những người gốc Do Thái này đã thành lập các hãng phim lớn đầu tiên của Hollywood, đó là Samuel Goldwyn và Louis B. Mayer (hai đồng sáng lập của hãng phim nổi tiếng Metro-Goldwyn-Mayer), Carl Laemmle (một trong những người khai sinh hãng Universal Studios), Adolph Zukor (đồng sáng lập Paramount Pictures), và Anh em Warner (Harry, Albert, Samuel và Jack, những người thành lập hãng Warner Bros.). Cũng chính vì được thành lập bởi những người Do Thái, trong đó có nhiều người là dân nhập cư, vì vậy ngay từ đầu Hollywood đã thể hiện tính quốc tế hóa rất cao và thu hút nhiều tài năng điện ảnh nước ngoài như ngôi sao điện ảnh người Thụy Điển Greta Garbo, đạo diễn gốc Hungary Michael Curtiz ở thời kì đầu hay nữ diễn viên đoạt giải Oscar người Úc Nicole Kidman, đạo diễn gốc México Alfonso Cuarón ở thời điểm hiện tại. Đây chính là một trong các điểm mạnh nhất của Hollywood khi tính quốc tế cao tạo cho các bộ phim nhiều phong cách nghệ thuật và diễn xuất đa dạng cũng như dễ dàng thu hút được khán giả ở nhiều khu vực khác nhau trên thế giới.

### Thời hoàng kim của Hollywood
Thời kì phát triển và có ảnh hưởng đến xã hội nhất của Hollywood là từ cuối thập niên 1920 đến cuối thập niên 1950. Thời kì này bắt đầu với sự ra đời của phim có tiếng vào cuối thập niên 1920 với bộ phim The Jazz Singer sản xuất năm 1927. Với bước tiến về kỹ thuật này, các bộ phim đã thu hút ngày càng nhiều khán giả và thực sự trở thành hiện tượng văn hóa của xã hội Mỹ. Các bộ phim Hollywood thời kì này thường thuộc thể loại phim miền Tây, phim hài, phim ca nhạc, phim hoạt hình vốn là những đề tài ưa thích của dân Mỹ. Để đáp ứng nhu cầu của công chúng, hàng loạt rạp chiếu phim quy mô được xây dựng. Để cạnh tranh nhau, các hãng phim lớn thường tạo dựng phong cách riêng cho các bộ phim của mình (điều không còn thấy rõ trong thời điểm hiện tại) với các đạo diễn và các ngôi sao được ký hợp đồng độc quyền. Ví dụ, đạo diễn nổi tiếng Cedric Gibbons luôn làm việc cho Metro-Goldwyn-Mayer (MGM), nhà soạn nhạc Alfred Newman trong suốt 20 năm chỉ làm việc cho Twentieth Century Fox, các bộ phim của Cecil B. De Mille luôn được thực hiện tại   Paramount Pictures. Hãng MGM thậm chí còn từng tuyên bố số ngôi sao đã ký hợp đồng độc quyền với hãng còn "nhiều hơn cả số sao trên trời".
Nhiều nhà lịch sử điện ảnh cho rằng đây là thời kì hoàng kim về chất lượng nghệ thuật của Hollywood khi rất nhiều bộ phim kinh điển được ra đời, rất có thể vì do thời kì này có rất nhiều phim được sản xuất nên đôi khi các hãng phim cho phép các bộ phim có diễn viên không nổi tiếng, triển vọng doanh thu không cao nhưng có kịch bản tốt, chất lượng nghệ thuật cao ra đời. Năm 1941, hãng RKO Pictures đầu tư cho đạo diễn 26 tuổi Orson Welles thực hiện bộ phim đầu tiên của ông này là Công dân Kane (Citizen Kane), bộ phim không đạt doanh thu cao, không giành nhiều Giải Oscar nhưng sau này được coi là một trong những bộ phim xuất sắc nhất trong lịch sử điện ảnh Hoa Kỳ. Chỉ trong một năm 1939, hàng loạt bộ phim sau này được coi là kinh điển đã ra mắt, đó là The Wizard of Oz, Cuốn theo chiều gió (Gone with the Wind), Mr. Smith Goes to Washington, Đồi gió hú (Wuthering Heights) và Ninotchka. Các bộ phim kinh điển khác của thời kì hoàng kim này có thể kể tới Casablanca (1941), It's a Wonderful Life (1946) hay bộ phim hoạt hình xuất sắc Nàng Bạch Tuyết và bảy chú lùn (Snow White and the Seven Dwarfs, 1937). Vì vậy thời kì hoàng kim của Hollywood còn có cái tên khác là thời kì Hollywood kinh điển (Classical Hollywood cinema).
Sau Chiến tranh thế giới thứ nhất và trong giai đoạn Chiến tranh thế giới thứ hai, Hollywood đón nhận một làn sóng các nhà điện ảnh tài năng của châu Âu đến định cư và làm việc ở Mỹ để tránh chiến tranh và các giai đoạn khủng hoảng kinh tế triền miên. Trong số này phải kể tới các đạo diễn Đức nổi tiếng như Ernst Lubitsch, Fritz Lang, đạo diễn huyền thoại người Anh Alfred Hitchcock, nhà điện ảnh Pháp Jean Renoir. Một số diễn viên người nước ngoài cũng gia nhập Hollywood như Rudolph Valentino, Marlene Dietrich, Ronald Colman, Charles Boyer, họ cùng các diễn viên kịch nổi tiếng ở thành phố New York bị thu hút vì sự ra đời của các bộ phim có tiếng đã tạo nên một trong những thời kì phát triển mạnh mẽ nhất của công nghiệp điện ảnh. Vào thời cao điểm giữa thập niên 1940, các xưởng phim ở Hollywood mỗi năm cho ra đời tới khoảng 400 bộ phim với lượng khán giả mỗi tuần khoảng 90 triệu người.

### Suy thoái
Cuối thập niên 1940, các hãng phim lớn của Hollywood gặp phải hai sự kiện lớn dẫn đến sự suy thoái của công nghiệp điện ảnh, sự kiện đầu tiên là vụ kiện chống độc quyền đối với hãng Paramount Pictures dẫn đến việc các hãng phim không còn được phép sở hữu các rạp chiếu bóng hoặc ký hợp đồng độc quyền với các ngôi sao điện ảnh hay các thành phần khác của việc làm phim, sự kiện thứ hai là sự ra đời và phát triển mạnh mẽ của truyền hình. Các diễn viên, đạo diễn được giải phóng khỏi hợp đồng độc quyền đã có thể tự chọn lựa bộ phim yêu thích của bất cứ hãng nào, việc này đã làm mất đi bản sắc riêng của các hãng lớn như MGM, Paramount, Universal, Columbia, RKO và Twentieth-Century Fox. Công chúng thay vì đến rạp xem phim đã chọn lựa cách giải trí rẻ tiền và tiện lợi hơn nhiều, đó là ngồi nhà xem truyền hình, hệ quả tất yếu là số phim sản xuất và ngân sách làm phim giảm sút nhanh chóng. Để đối phó với suy thoái, các hãng phim buộc phải thay đổi phong cách thực hiện các tác phẩm của mình, nhấn mạnh đến các yếu tố tạo sự khác biệt với truyền hình như chất lượng hình (dẫn đến việc phát triển các bộ phim màu và các bộ phim khổ rộng), chất lượng tiếng và đặc biệt là chất lượng nghệ thuật. Chính nhờ giai đoạn này mà điện ảnh Mỹ mới được định hình như một môn nghệ thuật thực sự chứ không còn đơn thuần chỉ là một lĩnh vực giải trí.

### Hollywood mới và các phim bom tấn
Điện ảnh hậu cổ điển (hay hậu kinh điển, Post-classical cinema) là cụm từ dùng để chỉ sự thay đổi phong cách dàn dựng và cốt truyện của các đạo diễn Mỹ thuộc thế hệ Hollywood mới (New Hollywood). Các đạo diễn tiêu biểu của thế hệ này là Francis Ford Coppola, George Lucas, Brian de Palma, Martin Scorsese, William Friedkin, Stanley Kubrick và Steven Spielberg. Họ đã đưa đến cho các bộ phim những phong cách mới và kéo khán giả trở lại với màn ảnh lớn bằng những bộ phim bom tấn (blockbuster). Coppola cho ra đời Bố già (The Godfather, 1972) được coi là một trong những bộ phim hay nhất của lịch sử Hollywood, Spielberg có Hàm cá mập (Jaws, 1975) mở đầu cho xu hướng tung ra các bộ phim bom tấn vào mùa hè, còn Lucas tung ra loạt phim Chiến tranh giữa các vì sao (Star Wars) trở thành hiện tượng văn hóa tầm cỡ thế giới.
Bắt đầu từ thập niên 1970, các bộ phim Hollywood được phân chia thành hai hướng khá riêng biệt. Một phía là các bộ phim bom tấn được đầu tư cực lớn với dàn diễn viên nhiều sao, phim nhiều đại cảnh và kỹ xảo đặc biệt, quảng cáo rộng rãi nhằm thu hút thật nhiều khán giả. Các bộ phim bom tấn đôi khi là những canh bạc của các hãng phim vì nó có thể mang loại doanh thu lớn nhưng đôi khi cũng lại thất bại trong việc thu hút khán giả. Phía kia của Hollywood là các bộ phim độc lập kinh phí thấp, mang nhiều thử nghiệm nghệ thuật mới. Những bộ phim này thường được đánh giá cao về mặt nghệ thuật như đạo diễn, diễn xuất và tỉ lệ rủi ro cũng thấp hơn các bộ phim bom tấn vì ngân sách đầu tư nhỏ hơn rất nhiều.

### Thị trường phim tại nhà
Thập niên 1980 và 1990 chứng kiến sự ra đời ồ ạt của các kĩ thuật lưu trữ thông tin như băng từ VCR, CD và DVD. Với các kĩ thuật mới này, người ta có thể mua hoặc thuê một DVD phim để xem tại nhà thay vì phải đến rạp mà chất lượng hình ảnh và âm thanh vẫn đạt tiêu chuẩn. Vì thế thị trường phim tại nhà đang ngày càng được các hãng phim chú ý khai thác và mang lại lợi nhuận lớn không kém gì lợi nhuận đem lại của các rạp phim. Theo một nghiên cứu năm 2000 của ngân hàng ABN AMRO thì chỉ có 26% thu nhập của các hãng phim Hollywood đến từ tiền bán vé, 46% đến từ việc bán và cho thuê băng đĩa và 28% đến từ truyền hình.

## Phim độc lập
Phim độc lập là: Những bộ phim được sản xuất bởi những hãng phim nhỏ không nằm trong hệ thống studio của Hollywood mà đứng đầu là 5 hãng phim lớn nhất hiện thời (Big 5): Universal Pictures, Warner Bros, Walt Disney Pictures, Columbia Pictures, Paramount Pictures.
Bên cạnh các hãng phim lớn ở Hollywood, cũng có nhiều bộ phim độc lập được thực hiện bởi các hãng phim nhỏ hơn với kinh phí nhỏ và thường không có các ngôi sao điện ảnh hàng đầu. Các bộ phim này thường tập trung vào chất lượng nghệ thuật như kịch bản, đạo diễn, diễn xuất và thường có những sáng tạo đột phát về sản xuất.
Các bộ phim độc lập bắt đầu phổ biến vào cuối thập niên 1980 và đầu thập niên 1990 bên cạnh xu hướng phát triển các bộ phim bom tấn. Một thế hệ các nhà làm phim độc lập thành công đã nổi lên với những tên tuổi như Spike Lee, Steven Soderbergh, Kevin Smith và Quentin Tarantino. Các bộ phim của nhóm đạo diễn này như Do the Right Thing, sex, lies, and videotape, Clerks. và Reservoir Dogs được đánh giá rất cao vì đã có những sáng tạo đi ngược lại các quy tắc thông thường trong thực hiện của các bộ phim Hollywood. Không chỉ thành công về nghệ thuật, các bộ phim trên cũng tương đối thành công về thương mại và đã tạo chỗ đứng vững chắc cho việc sản xuất các bộ phim độc lập khác. Hiện nay các hãng phim độc lập đang ngày càng có vị trí trong nền điện ảnh Mỹ nói chung, thậm chí chính các ông lớn của Hollywood cũng đầu tư thành lập các hãng phim độc lập để phát triển các bộ phim mang phong cách riêng, ví dụ tiêu biểu là Fox Searchlight Pictures, một hãng con của 20th Century Fox.
Bên cạnh sự thành công của các bộ phim độc lập Mỹ, cũng phải kể tới sự tham gia tích cực của các bộ phim nước ngoài vào thị trường Mỹ như Ngọa hổ tàng long của Lý An hay Anh hùng của Trương Nghệ Mưu. Một hướng đi khác là các phim tài liệu có tính thương mại hóa cao như Bowling for Columbine và Fahrenheit 9/11 của Michael Moore.

## Những nhân vật nổi bật

### Các đạo diễn
| - Robert Aldrich - Woody Allen - Robert Altman - Paul Thomas Anderson - Wes Anderson - Jack Arnold - Hal Ashby - Busby Berkeley - Peter Bogdanovich - Frank Borzage - James L. Brooks - Mel Brooks - Richard Brooks - Tod Browning - Tim Burton - John Carpenter - John Cassavetes - William Castle - Michael Cimino - Joel & Ethan Coen - Merian C. Cooper - Francis Ford Coppola - Roger Corman - Cameron Crowe - George Cukor - Alfonso Cuarón | - Cecil B. DeMille - Brian De Palma - Guillermo del Toro - Walt Disney - Clint Eastwood - Blake Edwards - Victor Fleming - John Ford - Bob Fosse - John Frankenheimer - William Friedkin - Samuel Fuller - D.W. Griffith - Howard Hawks - George Roy Hill - Ron Howard - Howard Hughes - John Huston - Jim Jarmusch - Spike Jonze - David Fincher - Spike Lee - Barry Levinson - Richard Linklater - George Lucas - Sidney Lumet | - David Lynch - Alejandro Gonzalez Inarritu - Terrence Malick - Joseph L. Mankiewicz - Anthony Mann - Michael Mann - Penny Marshall - Russ Meyer - Vincente Minnelli - Leo McCarey - Michael Moore - Alan J. Pakula - Alexander Payne - Sam Peckinpah - Arthur Penn - Sydney Pollack - Bob Rafelson - Sam Raimi - Nicholas Ray - Kevin Smith - Ernest B. Schoedsack - Martin Scorsese - Steven Soderbergh - Todd Solondz - Steven Spielberg - George Stevens | - Oliver Stone - John Sturges - Quentin Tarantino - Gus Van Sant - King Vidor - Raoul Walsh - John Waters - Orson Welles - Robert Wise - Edward D. Wood, Jr. - Robert Zemeckis |

### Các ngôi sao điện ảnh
- Robert Downey Jr
- Jean Arthur
- Fred Astaire
- Lauren Bacall
- Anne Bancroft
- John Barrymore
- Lionel Barrymore
- Warner Baxter
- Warren Beatty
- Humphrey Bogart
- Ernest Borgnine
- Clara Bow
- Marlon Brando
- Walter Brennan
- Jeff Bridges
- Charles Bronson
- Louise Brooks
- Nicolas Cage
- James Cagney
- Lon Chaney
- Montgomery Clift
- Lee J. Cobb
- Gary Cooper
- Kevin Costner
- Joseph Cotten
- Joan Crawford

|valign="top"|
- Bing Crosby
- Tom Cruise
- Billy Crystal
- Tony Curtis
- Bette Davis
- Chris Evans
- Sammy Davis, Jr.
- Doris Day
- James Dean
- Robert De Niro
- Johnny Depp
- Danny DeVito
- Leonardo DiCaprio
- Kirk Douglas
- Melvyn Douglas
- Michael Douglas
- Wyatt Russell
- Richard Dreyfuss
- Faye Dunaway
- Irene Dunne
- Jimmy Durante
- Robert Duvall
- Clint Eastwood
- Douglas Fairbanks
- Sally Field
- Barry Fitzgerald
- Henry Fonda

|valign="top"|
- Jane Fonda
- Harrison Ford
- Jodie Foster
- Morgan Freeman
- Clark Gable
- Ava Gardner
- Judy Garland
- Janet Gaynor
- Richard Gere
- Mel Gibson
- John Gilbert
- Lillian Gish
- Whoopi Goldberg
- Gloria Grahame
- Gene Hackman
- Chris Pratt
- Tom Hanks
- Oliver Hardy
- Jean Harlow
- Goldie Hawn
- Susan Hayward
- Rita Hayworth
- Katharine Hepburn
- Charlton Heston
- Dustin Hoffman
- William Holden

|valign="top"|
- Rock Hudson
- Anjelica Huston
- Samuel L. Jackson
- Lý Tiểu Long
- Buster Keaton
- Diane Keaton
- Harvey Keitel
- Gene Kelly
- Grace Kelly
- Alan Ladd
- Veronica Lake
- Burt Lancaster
- Jessica Lange
- Jack Lemmon
- Jerry Lewis
- Harold Lloyd
- Carole Lombard
- Myrna Loy
- Chris Hemsworth
- Shirley MacLaine
- Fred MacMurray
- Karl Malden
- Fredric March
- Dean Martin
- Steve Martin
- Lee Marvin
- Anh em nhà Marx

|valign="top"|
- Walter Matthau
- Joel McCrea
- Steve McQueen
- Bette Midler
- Liza Minnelli
- Thomas Mitchell
- Robert Mitchum
- Marilyn Monroe
- Eddie Murphy
- Bill Murray
- Paul Newman
- Jack Nicholson
- Donald O'Connor
- Tom Holland
- Al Pacino
- Geraldine Page
- Gregory Peck
- Anthony Perkins
- Sidney Poitier
- William Powell
- Tyrone Power
- Robert Redford
- Donna Reed
- Christopher Reeve
- Burt Reynolds
- Debbie Reynolds

|valign="top"|
- Julia Roberts
- Paul Robeson
- Ginger Rogers
- Mickey Rooney
- Jane Russell
- Rosalind Russell
- Roy Scheider
- George C. Scott
- Randolph Scott
- Frank Sinatra
- Sissy Spacek
- Sylvester Stallone
- Barbara Stanwyck
- James Stewart
- Sharon Stone
- Meryl Streep
- Barbra Streisand
- Gloria Swanson
- Shirley Temple
- Spencer Tracy
- John Travolta
- Claire Trevor
- Lana Turner
- Lee Van Cleef
- Jon Voight

|valign="top"|
- Christopher Walken
- Denzel Washington
- John Wayne
- Sigourney Weaver
- Orson Welles
- Mae West
- Richard Widmark
- Esther Williams
- Robin Williams
- Natalie Wood
- Teresa Wright

- Jason Staham

Arnold Schwarenegger,Jet Li,Chuck Norris,Dolph Lungend,Jackie Chan,Cho Yun Fat,Donnie Yen,Lee Byung Hun,Brucce Willis,Dwayne Johnson,Jean Claude Van Damme,Atonio Banderas,Chris Hemworth,Sean Conerry,Keanu Reeves,Tom Cruise,